# Марк Клавдий Марцел (консул 51 пр.н.е.)
Вижте пояснителната страница за други личности с името Марк Клавдий Марцел.
Марк Клавдий Марцел (на латински: Marcus Claudius Marcellus; * 95 г. пр. Хр.; † 45 г. пр. Хр. в Пирея) e римски политик на късната Римска република и един от консулите през 51 г. пр. Хр.

## Биография
Произлиза от знатния род Клавдии. Брат е на Гай Клавдий Марцел, консул през 50 г. пр. Хр., и братовчед на Гай Клавдий Марцел, консул през 49 г. пр. Хр.
През 64 г. пр. Хр. е квестор urbanus заедно с Марк Порций Катон. Той е противник на Гай Юлий Цезар и като консул действа за неговото премахване от поста на управител в Галия. След победата на Цезар в гражданската война живее в изгнание първо в Митилина на остров Лесбос. Цицерон и други сенатори като свекърът на Цезар Луций Калпурний Пизон и марцеловият братовчед Гай Клавдий Марцел успяват през 46 г. пр. Хр. да го помилват. Когато Цезар приема това, Цицерон държи запазената благодарствена реч Pro Marcello (освен това са запазени още четири писма на Цицерон до Марцел и едно от него). На път за Рим Марцел е убит в Пирея близо до Атина.